# Joe Thomas
Joe Thomas (ur. 2 sierpnia 1890 roku w Grays Harbour, zm. 28 grudnia 1965 roku w Sacramento) – amerykański kierowca wyścigowy.

## Kariera
W swojej karierze Thomas startował głównie w Stanach Zjednoczonych w mistrzostwach AAA Championship Car oraz towarzyszącym mistrzostwom słynnym wyścigu Indianapolis 500. W czwartym sezonie startów, w 1920 roku raz stanął na podium. Z dorobkiem 351 punktów został sklasyfikowany na siódmej pozycji w klasyfikacji generalnej. W tym samym roku był ósmy w wyścigu Indianapolis 500. Rok później pięciokrotnie stawał na podium, w tym dwukrotnie na jego najwyższym stopniu. Uzbierane 715 punktów dało mu piąte miejsce w klasyfikacji mistrzostw. W 1922 roku w wyścigu na torze Indianapolis Motor Speedway uplasował się na dziesiątym miejscu, a w mistrzostwach AAA był trzynasty.